# 현화고등학교
현화고등학교(玄華高等學校)은 대한민국 경기도 평택시 안중읍 현화리에 있는 공립 고등학교이다.

## 학교 연혁
- 2007년 1월 8일 : 현화고등학교 설립인가(30학급)
- 2007년 3월 1일 : 초대 김성환 교장 취임
- 2007년 3월 2일 : 제1회 입학식(10학급 372명 입학)
- 2007년 5월 11일 : 개교 기념식
- 2008년 3월 14일 : 요트부 창단
- 2010년 7월 1일 : 교육과학기술부지정 사교육절감형 창의경영학교(2010∼2012)
- 2011년 3월 2일 : 경기도교육청지정 체육교육시범학교운영(2010∼2011)
- 2014년 3월 3일 : 혁신학교 1년차 지정 운영
- 2014년 7월 23일 : 학생 문화 활동 공간 완공
- 2019년 3월 4일 : 제13회 입학식(10학급 268명 입학)
- 2021년 9월 1일 : 제6대 조종문 교장 취임
- 2022년 3월 1일 : 경기도 혁신학교 재지정(2022~2025)
- 2023년 12월 29일 : 제15회 271명 졸업(졸업생 총수 4,996명)
- 2024년 3월 4일 : 제18회 입학식(10학급 332명 입학)

## 참고 자료
- 현화고등학교 - 한국교육학술정보원 학교알리미